# Sojuz MS-16
Sojuz MS-16 je ruská kosmická loď řady Sojuz. Start proběhl 9. dubna 2020 v 08:05 UTC. Nosná raketa Sojuz 2.1a odstartovala z kosmodromu Bajkonur a dopravila loď Sojuz na oběžnou dráhu Země. Kosmická loď se následně připojila k Mezinárodní vesmírné stanici, kam dopravila tři členy Expedice 62. Úspěšné spojení s modulem Poisk proběhlo ve 14:13 UTC. Jde o první pilotovaný let lodi Sojuz vynášené raketou Sojuz 2.1a. 
21. října ve 23:32 UTC se kosmická loď odpojila od stanice ISS a vydala se na sestup z oběžné dráhy. Návratový modul lodi bezpečně přistál v Kazachstánu 22. října v čase 02:54 UTC.

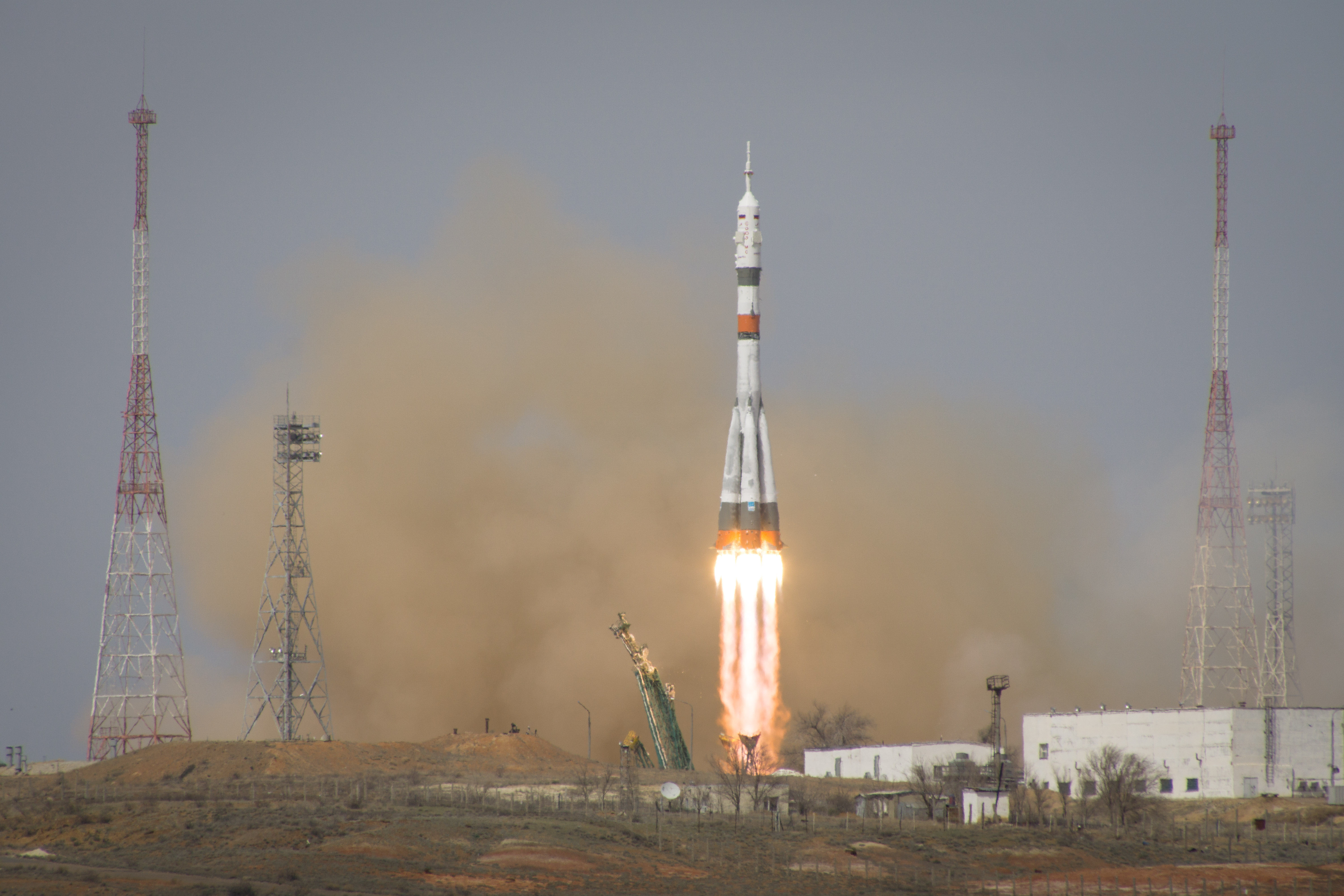
Start mise Sojuz MS-16

## Posádka
Hlavní posádka:
- Anatolij Ivanišin (3), velitel, Roskosmos

- Ivan Vagner (1), palubní inženýr, Roskosmos

- Christopher Cassidy (3), palubní inženýr, NASA

V závorkách je uveden dosavadní počet letů do vesmíru včetně této mise.
- 19. února agentura Roskosmos oznámila změnu sestavy hlavní posádky. Původní ruská posádka Nikolaj Tichonov a Andrej Babkin musela být ze zdravotních důvodů nahrazena záložní dvojici Anatolij Ivanišin a Ivan Vagner. Americký astronaut Christopher Cassidy nadále zůstává členem posádky Sojuzu MS-16.[7]

Záložní posádka:
- Sergej Ryžikov, velitel, Roskosmos
- Andrej Babkin, palubní inženýr, Roskosmos
- Stephen Bowen, palubní inženýr, NASA